# Pasmo Ka
Pasmo Ka (ang. Ka (above — nad) band) – fragment widma fal elektromagnetycznych w zakresie promieniowania mikrofalowego o zakresie częstotliwości 26–40 GHz. 
Będzie bardziej eksploatowane niż pasmo Ku ze względu na większą pojemność. Pomimo większej pojemności, szerokość wiązki jest znacznie węższa w porównaniu z pasmem Ku lub jeszcze szerszym pasmem C. 

## Zastosowanie
Większa pojemność rozpowszechni na masową skalę połączenie z siecią internet drogą satelitarną. Mieści się w przedziale 18,3–18,8 GHz i między 19,7–20,2 GHz. Pośrednia częstotliwość między konwerterem a odbiornikiem satelitarnym w tym paśmie mieści się w przedziale 1650-2150 MHz.
Technologia ta sprawi, że dostęp do sieci będzie nieograniczony prawie na całej kuli ziemskiej, mimo niekorzystnego ukształtowania terenu oraz ubogiej sieci naziemnej. 26 grudnia 2010 na orbicie 9°E znalazł się pierwszy satelita DTH nadający dla Europy wyłącznie w paśmie Ka o nazwie KA-SAT. 
Od marca 2011 roku pracuje satelita HYLAS 1 wystrzelony przez brytyjskie przedsiębiorstwo AVANTI, umożliwia on odbiór szerokopasmowego internetu w pasmie Ka. Dzięki wiązce wydzielonej na obszar Europy Środkowej w Polsce jest możliwe korzystanie z tego rozwiązania.
17 lutego 2020 roku podczas misji Starlink-5, firma SpaceX wystrzeliła 60 satelitów konstelacji Starlink, do których dodano system anten pracujących w paśmie Ka.